# بوريس شرايبر
بوريس شرايبر (بالفرنسية: Boris Schreiber)‏ هو كاتب فرنسي، ولد في 29 مايو 1923 في برلين في ألمانيا، وتوفي في 11 فبراير 2008 في نويي-سور-سين في فرنسا.